# Delphine Gény-Stephann
Pour les articles homonymes, voir Gény.
Delphine Gény-Stephann, née Delphine Laurence Alice Gény le 19 novembre 1968 à Paris 14e, est une haute fonctionnaire, cadre d'entreprise et femme politique française.
Du 24 novembre 2017 au 16 octobre 2018, elle est secrétaire d'État auprès du ministre de l'Économie et des Finances.

## Biographie

### Direction générale du Trésor (1994-2017)
Delphine Gény-Stephann est une ingénieure, issue de l'École polytechnique et de l'École nationale des ponts et chaussées,. Elle est aussi diplômée du MBA du Collège des ingénieurs.
En 1994, elle intègre la direction générale du Trésor du ministère de l'Économie et des Finances. Entre 1999 et 2005, elle dirige le bureau à l'Agence des participations de l'État.
En 1999, elle est désignée pour représenter l'État au conseil d'administration de la Société de gestion de garanties et de participations (SGGP), de l'établissement public d'aménagement Euroméditerranée et de la société Défense conseil international (DCI).
De 1999 à 2001, elle siège au conseil d'administration de l'Établissement public chargé de l'aménagement de la région dite de la Défense.
En 2001, elle représente l'État au conseil d'administration de plusieurs entreprises du secteur de la défense dont la SNPE, la SNECMA, GIAT Industries et CIVI.POL Conseil. Elle est également nommée au conseil d'administration de la Française des jeux.
En 2002, elle rejoint le conseil d'administration de Arte France puis, en 2003, celui de France 3 avant d'être remplacée en 2004.
Jusqu'à sa nomination au gouvernement, elle est vice-présidente du plan et de la stratégie de Saint-Gobain et membre du conseil d'administration de Thales.
En juillet 2017, elle est nommée directrice grains céramique et quartz au pôle matériaux innovants de Saint-Gobain.

### Secrétaire d'État (2017-2018)
Le 24 novembre 2017, alors qu'elle est inconnue du grand public, elle est nommée secrétaire d'État auprès du ministre de l'Économie et des Finances Bruno Le Maire, au sein du deuxième gouvernement d'Édouard Philippe,.
Bruno Le Maire lui délègue des sujets se limitant au cadre national ; « elle reçoit aussi les parties prenantes ». Pour prévenir les risques de conflit d'intérêts un décret du 24 avril 2018 prévoit qu'elle  « ne connait pas des actes de toute nature relatifs au groupe Saint-Gobain et aux activités de conception, de production, de commercialisation et de distribution de matériaux de construction de second œuvre. ».
Sa déclaration de patrimoine, rendue le 29 juillet 2018 à la Haute Autorité pour la transparence de la vie publique (HATVP), révèle un patrimoine de près de 16 millions d'euros.
Le 16 octobre 2018, Delphine Gény-Stephann quitte le gouvernement et est remplacée par Agnès Pannier-Runacher.

### L'après gouvernement (2018-)
En avril 2021, elle revient au conseil d'administration de Thalès.

## Décorations
- Chevalière de la Légion d'honneur (11 juillet 2014)[15].